# Damalis prytanis
Damalis prytanis är en tvåvingeart som först beskrevs av Walker 1849.  Damalis prytanis ingår i släktet Damalis och familjen rovflugor. Inga underarter finns listade i Catalogue of Life.